# Orpington (poule)
Pour les articles homonymes, voir Orpington.
L'orpington est une race de poule domestique, originaire d'Angleterre.

## Description
L'orpington est une poule active et docile, reconnue pour la tendreté de sa chair et sa ponte d'hiver. Elle ne vole pas et est facile à élever en enclos restreint.
Il est nécessaire de lui apporter de la nourriture en quantité lors de sa phase de croissance ; l'obtention de la masse définitive prend 18 mois.
La poule est une excellente couveuse et mère, elle peut couver plusieurs œufs d'oie. Elle pond entre 175 et 200 œufs par an. Cette race existe en de nombreuses variétés, dont certaines très rares ; la couleur la plus populaire est le fauve.
C'est une poule assez fragile pendant sa croissance, mais très robuste adulte.

### Origine

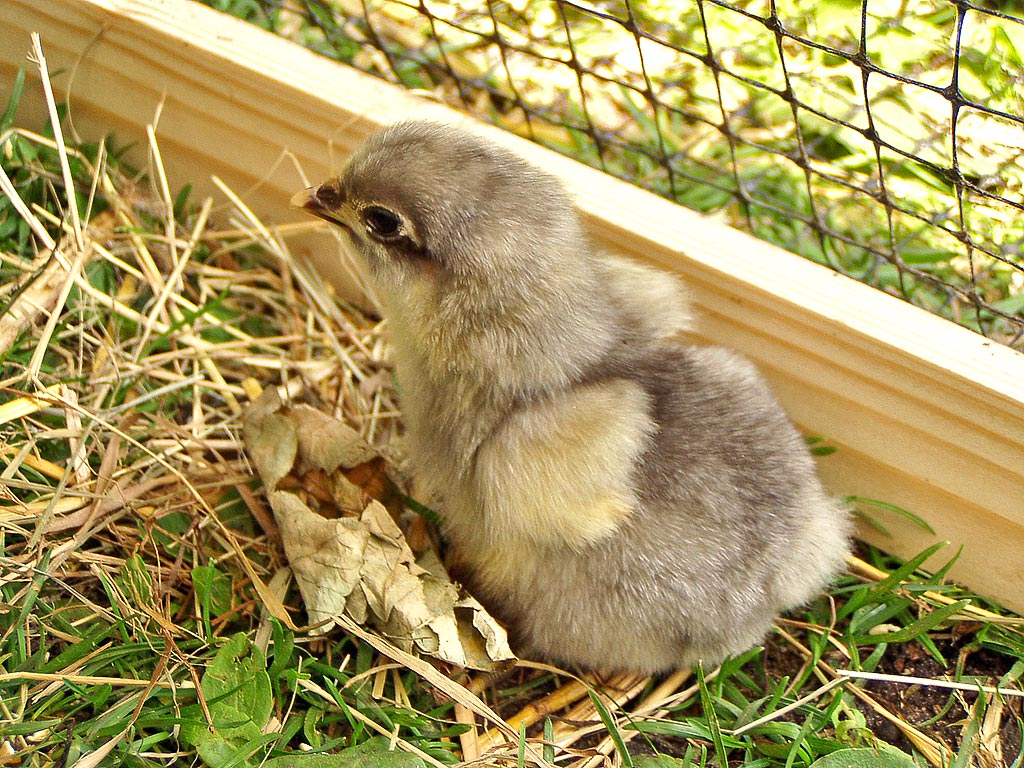
Poussin d'orpington bleu.

Originaire d'Angleterre, du village d'Orpington dans le Kent, dans le Sud de l'Angleterre, cette race a été développée par William Cook,,, en 1886, à partir des races minorque, croad-langshan et cochin. Elle figure parmi les 108 races de poule reconnues du British Poultry Standard.
La variété noire a été introduite en 1889 et la fauve en 1894. Après que cette race a été présentée en 1895 à New York au Madison Square Garden, sa popularité n'a fait que croître. La variété naine a été développée par Hermann Kuhn en Allemagne.

### Standard
- Crête : simple
- Oreillons : rouges
- Couleur des yeux : selon variétés
- Couleur de la peau : blanche
- Couleur des tarses : selon variétés
- Variétés de plumage : blanc, bleu liseré, fauve, noir, rouge, chocolat, barré, saumon coucou doré, noir caillouté blanc, chocolat caillouté blanc, noir à camail argenté et poitrine liserée, fauve liseré noir, fauve liseré bleu, argenté liseré noir, blanc herminé noir, fauve herminé noir, perdrix doré maillé, porcelaine rouge, splash.

Grande race :
- masse idéale :
  - coq : 3,5 à 4 kg et plus,
  - poule : 2,8 à 3,5 kg et plus ;
- oeufs à couver : min. 55g, coquille jaunâtre ;
- diamètre des bagues :
  - coq : 22 mm,
  - poule : 20 mm.

naine :
- masse idéale :
  - coq : 1 kg,
  - Poule : 900g ;
- oeufs à couver : min. 35g, coquille brun clair
- diamètre des bagues :
  - coq : 14 mm,
  - poule : 12 mm.

### Divers
Dans le film Babe, le cochon devenu berger (1996), on rencontre bon nombre de figurants animaux. Parmi les nombreux animaux de ferme, on trouve quelques orpington fauves dans la basse-cour, que l'on peut apercevoir à différents moments du film.

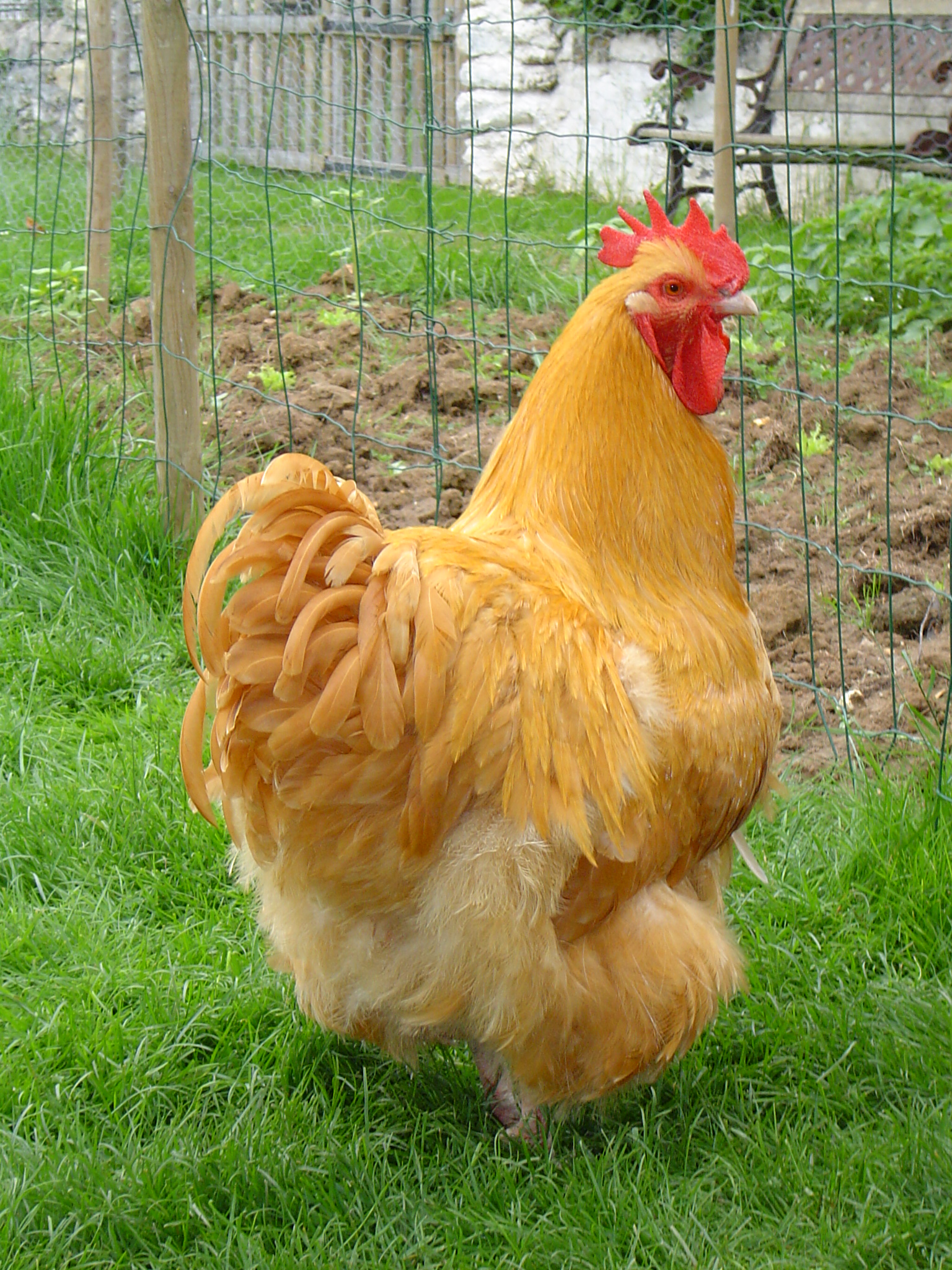
Coq orpington fauve.
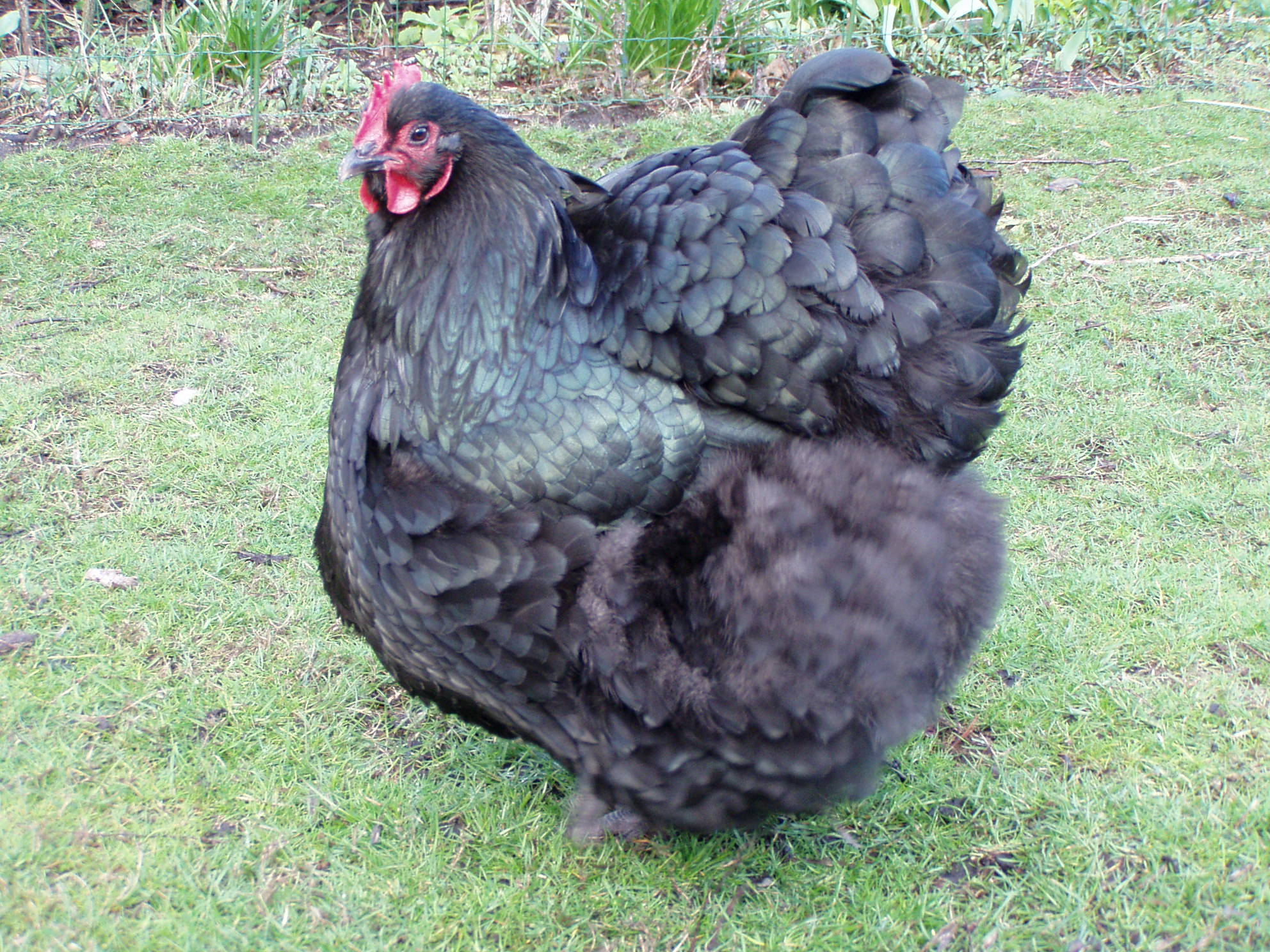
Poule orpington noire.
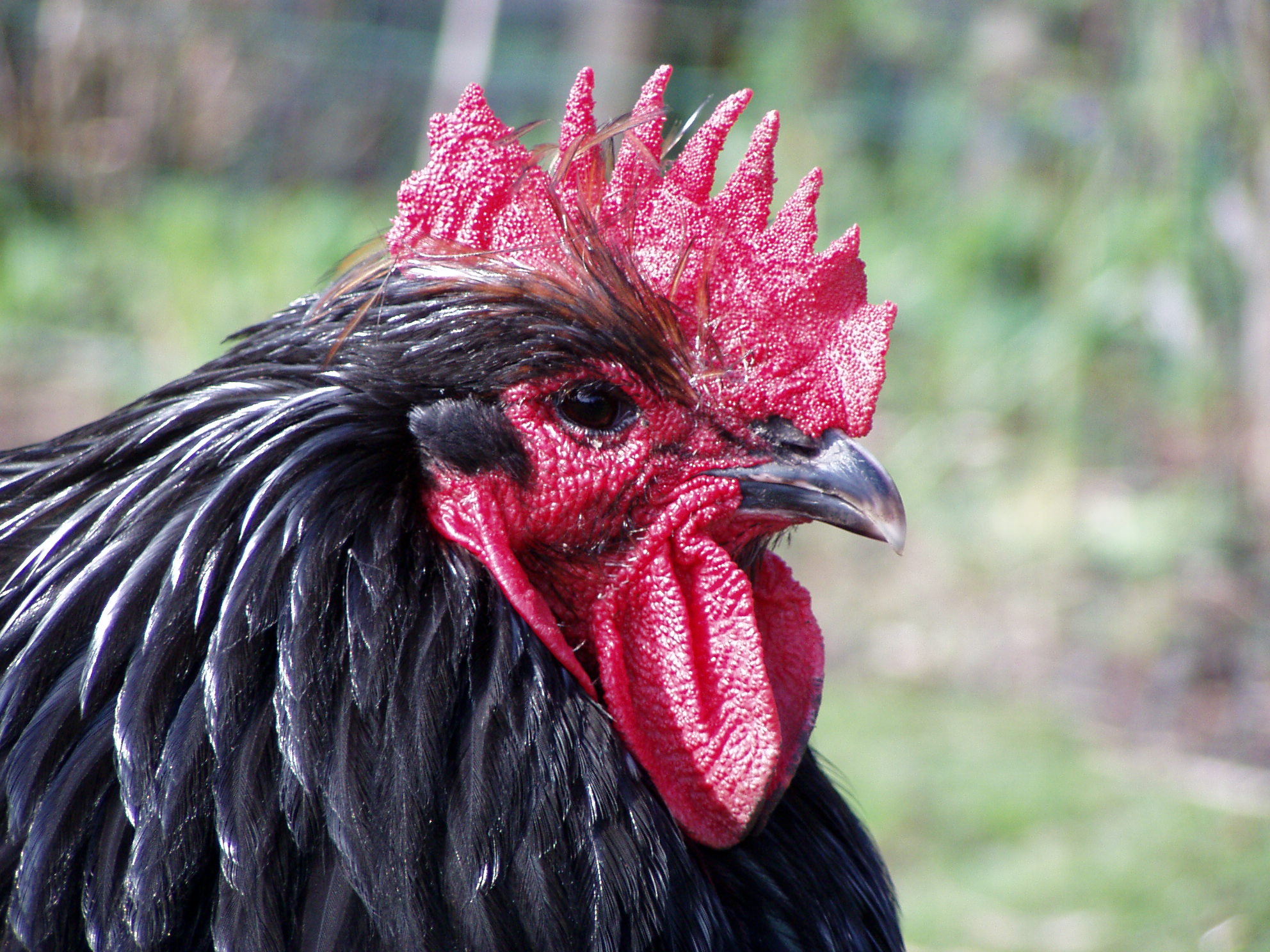
Tête d'un coq orpington noir.
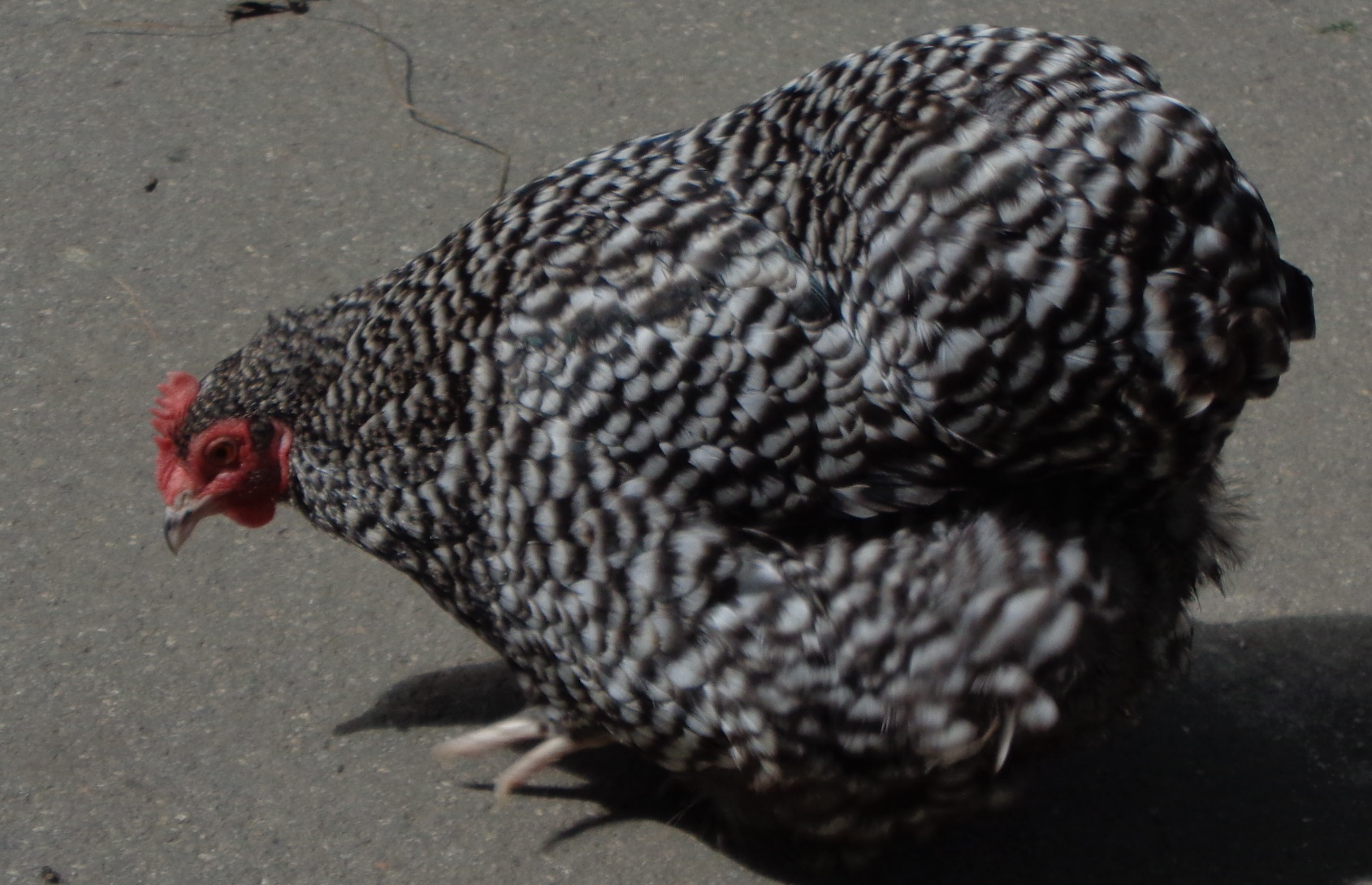
Poule orpington barrée naine.
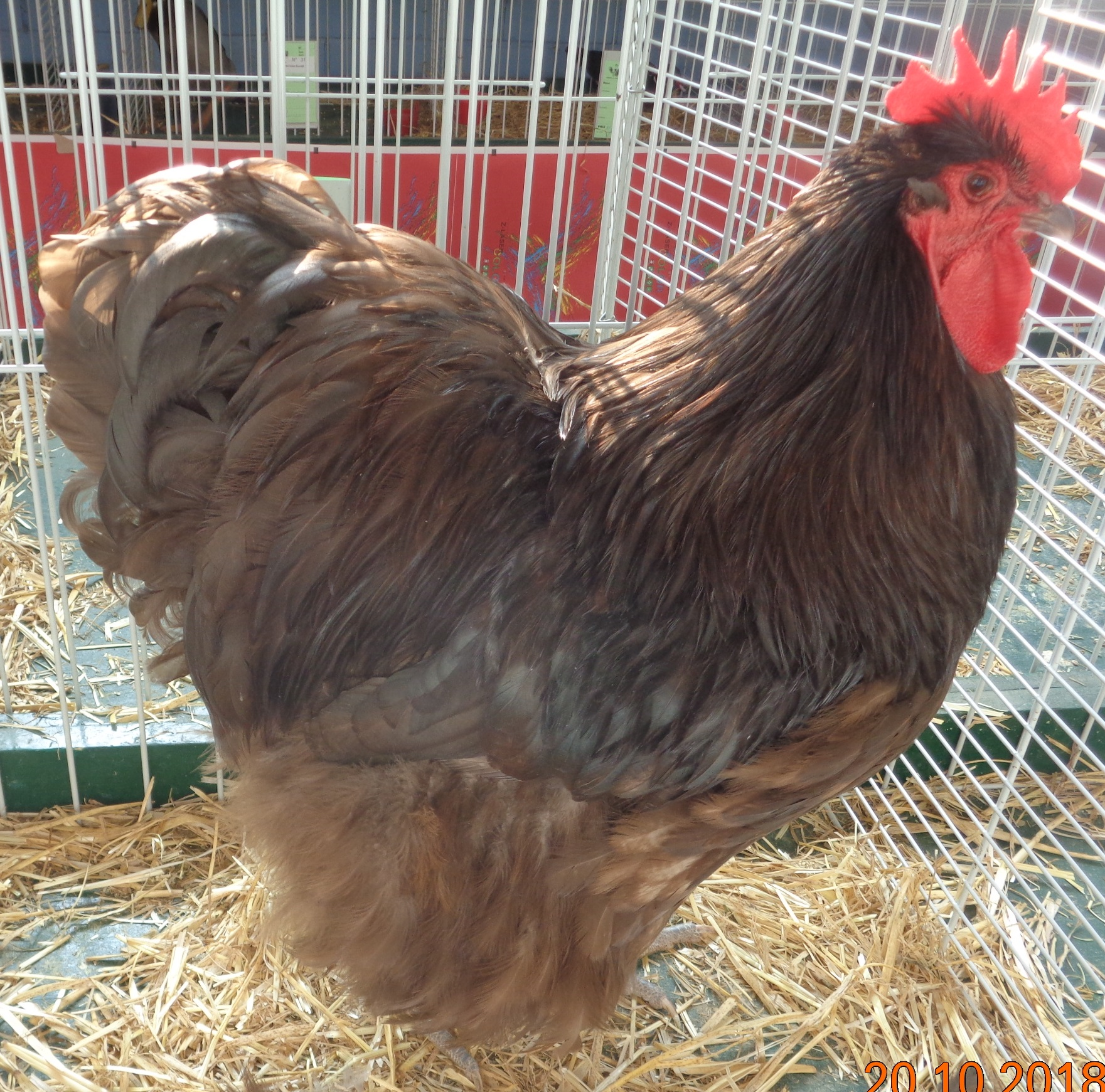
Coq orpington chocolat.
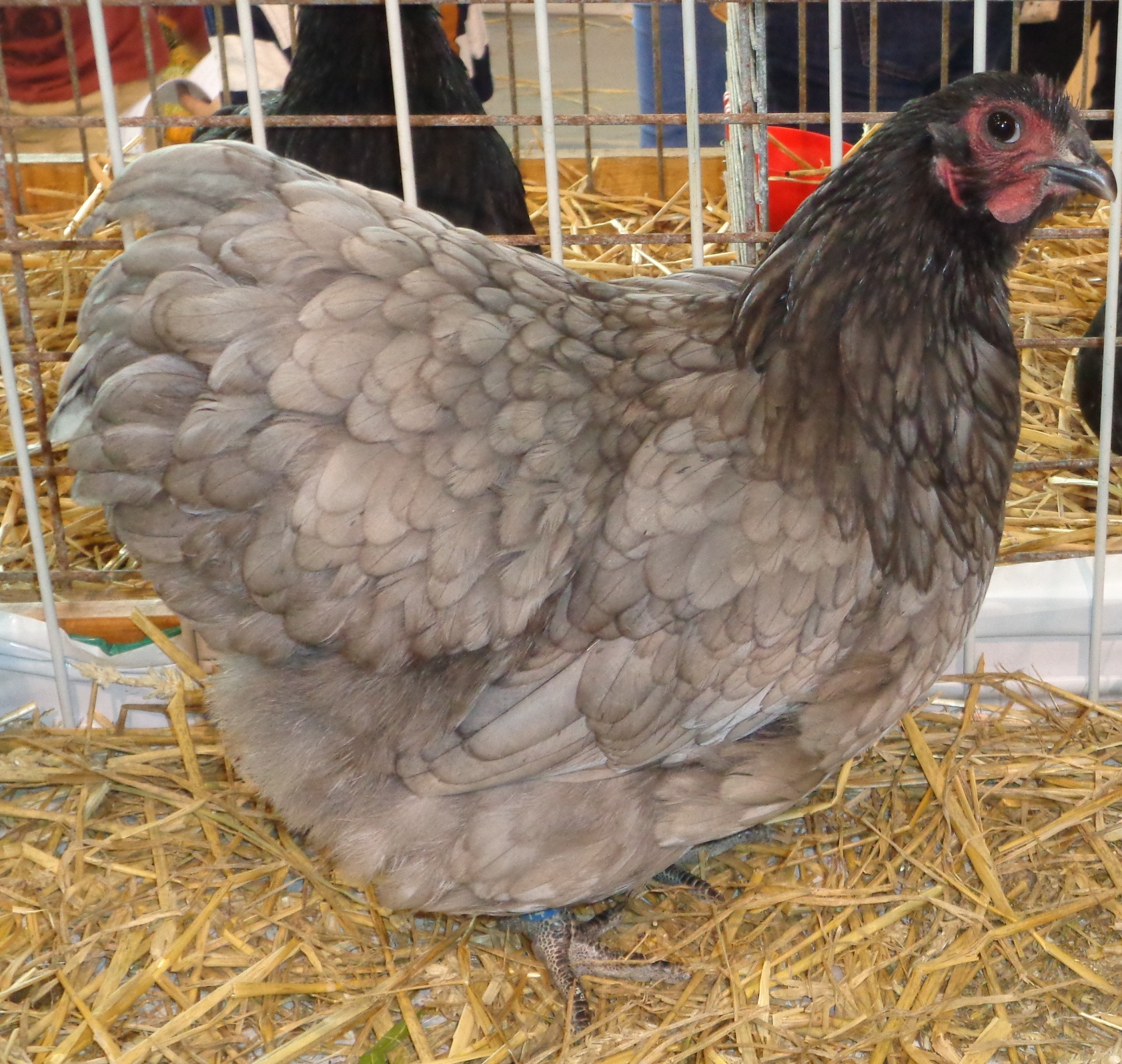
Poule orpington bleue naine.
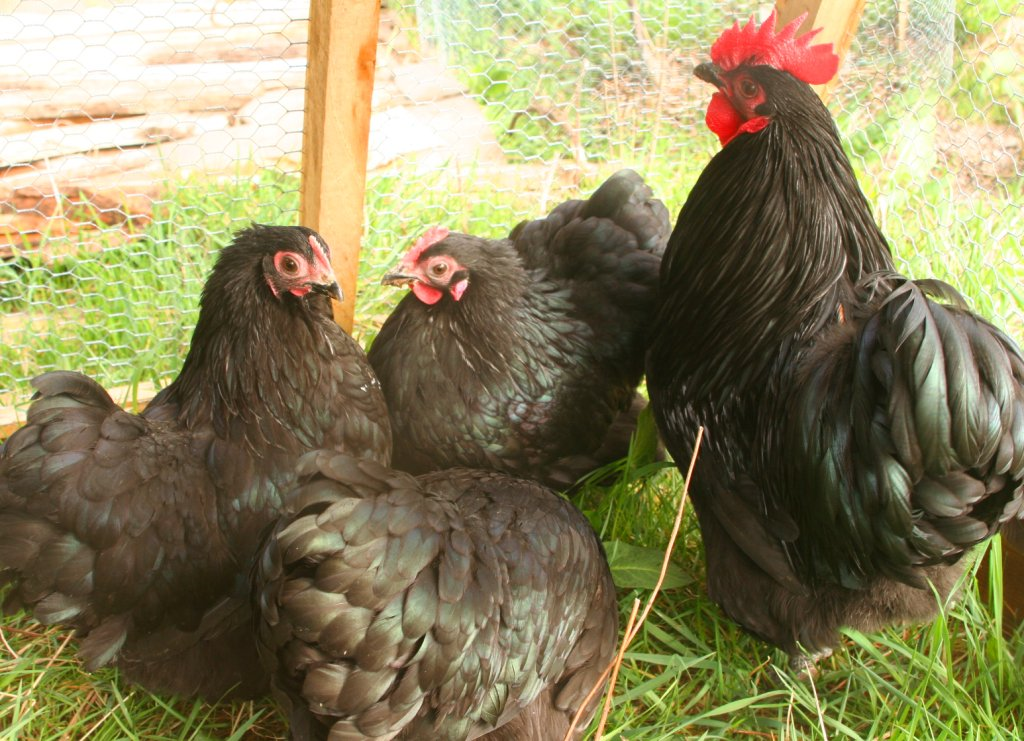
Parquet d'orpington noires naines.
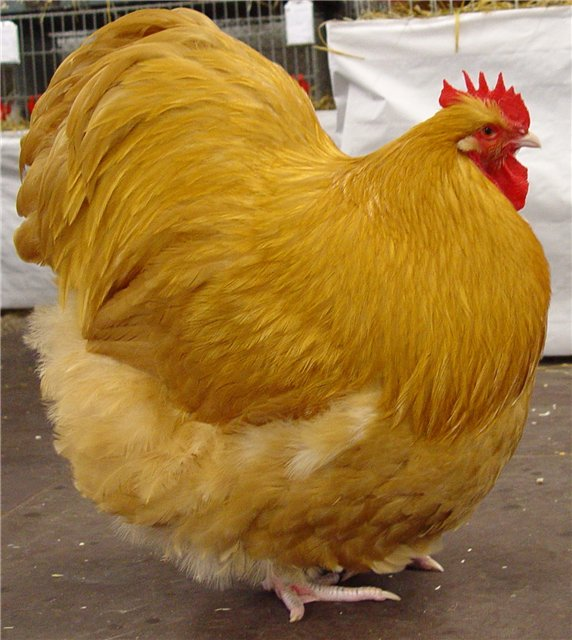
Coq orpington.

## Sources
- Le Standard officiel des volailles (Poules, oies, dindons, canards et pintades), édité par la Société centrale d'aviculture de France.
- L'Orpington Club de France, club technique officiel français : http://www.orpington-club.fr